# Ewa Bieńkowska (eseistka)

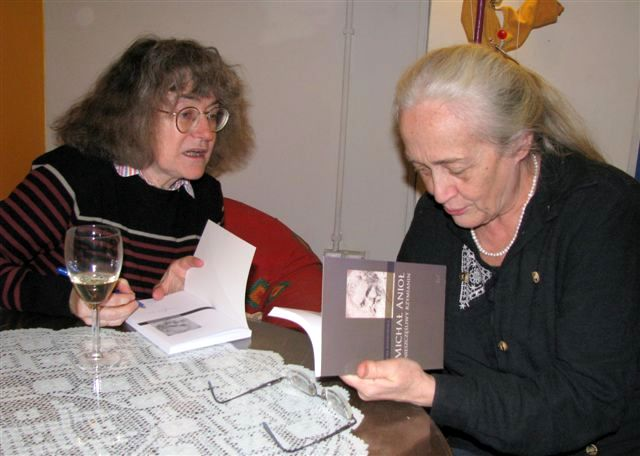
Ewa Bieńkowska z Marią Braunstein – Warszawa, 25 listopada 2009 r.

Ewa Bieńkowska (ur. 13 września 1943 w Warszawie) – polska eseistka, historyczka literatury, prozaiczka, tłumaczka literatury pięknej.

## Życiorys
Córka Władysława Bieńkowskiego (1906–1991), działacza politycznego, socjologa i publicysty i Flory z d. Zaborowskiej (1909–1990), powieściopisarki, poetki i dramatopisarki. Siostra Andrzeja Bieńkowskiego.
Studiowała filologię romańską i filozofię na Uniwersytecie Warszawskim. W 1970 obroniła doktorat, a w 1981 habilitację w Instytucie Badań Literackich PAN. W latach 1975–1980 prowadziła na Katolickim Uniwersytecie Lubelskim wykłady z literatury francuskiej i teorii kultury. W grudniu 1975 była sygnatariuszką protestu przeciwko zmianom w Konstytucji Polskiej Rzeczypospolitej Ludowej (List 59). 
Od listopada 1981 za granicą, wykładała na uczelniach w Niemczech Zachodnich i Francji. Wykładowczyni Uniwersytetu Kardynała Stefana Wyszyńskiego w Warszawie.
Członek zespołu redakcyjnego „Zeszytów Literackich”. Publikowała m.in. w „Znaku”, „Tygodniku Powszechnym”, „Gazecie Wyborczej”, „Tekstach”, „Twórczości”, „Więzi”. Zasiada w jury Nagrody Fundacji im. Kościelskich w Genewie.
19 czerwca 2023 została uhonorowana Nagrodą Polskiego PEN Clubu im. Jana Parandowskiego – za rok 2022.
Mieszka w Wersalu.

## Twórczość
- Dwie twarze losu: Nietzsche-Norwid (szkic literacki; Państwowy Instytut Wydawniczy 1975; Nagroda Fundacji im. Kościelskich, Genewa 1977)
- W poszukiwaniu królestwa człowieka. Utopia sztuki od Kanta do Tomasza Manna (eseje literackie; Spółdzielnia Wydawnicza „Czytelnik” 1981, ISBN 83-07-00471-3)
- Dane odebrane. Tryptyk włoski (opowiadania; Puls Publications 1985, ISBN 0-907587-20-8)
- Co mówią kamienie Wenecji (eseje; Słowo/obraz terytoria 1999, ISBN 83-87316-11-3; seria „Pasaże”)
- Spór o dziedzictwo europejskie. Między świętym a świeckim (eseje; W.A.B. 1999, ISBN 83-87021-80-6)
- Pisarz i los. O twórczości Gustawa Herlinga-Grudzińskiego (eseje; Fundacja Zeszytów Literackich 2002, ISBN 83-917979-1-0) – nominacja do Nagrody Literackiej Nike 2003[3]
- W ogrodzie ziemskim. Książka o Miłoszu (eseje; Wydawnictwo Sic! 2004, ISBN 83-88807-52-8)
- Michał Anioł. Nieszczęśliwy Rzymianin (eseje; Wydawnictwo Sic! 2009, ISBN 978-83-60457-88-7)
- Spacery po Rzymie, Zeszyty Literackie 2010, ISBN 978-83-60046-23-4.
- Historie florenckie, Zeszyty Literackie 2015

## Przekłady
- Maurice Merleau-Ponty, Proza świata. Eseje o mowie (wespół ze Stanisławem Cichowiczem i Jolantą Skoczylas; Spółdzielnia Wydawnicza „Czytelnik”, 1976, 1999, ISBN 83-07-02710-1)
- Paul Ricœur, Egzystencja i hermeneutyka. Rozprawy o metodzie (Wydawnictwo PAX 1975; 1985, ISBN 83-211-0518-1; De Agostini we współpracy z Ediciones Altaya Polska 2003, ISBN 83-7316-119-8)
- Michel Philibert, Paul Ricœur, czyli wolność na miarę nadziei (szkic o twórczości i wybór tekstów; wespół z Haliną Bortnowską i Stanisławem Cichowiczem; PAX 1976)

## Opracowania i prace redakcyjne
- Honoriusz Balzak, Jaszczur (opracowanie redakcyjne; tłum. Tadeusz Boy-Żeleński, Julian Rogoziński; Zakład Narodowy im. Ossolińskich 1999, ISBN 83-04-04475-7; seria: „Biblioteka Narodowa, seria 2, nr 240”)
- Albert Camus, Cztery powieści (autorka posłowia; tłum. Maria Zenowicz-Brandys, Joanna Guze; Świat Książki 2000, ISBN 83-7227-548-3)
- Stendhal, Czerwone i czarne (autorka posłowia; tłum. Tadeusz Boy-Żeleński; Świat Książki 2005, ISBN 83-7391-701-2)